# Rhinophyma
A rhinophyma nagy, hagymaszerű orr kialakulását okozza, ami kapcsolatban van granulomatózisos infiltrációval, és a kezeletlen rosaceának tulajdonítható. A betegség idős fehér férfiaknál a leggyakoribb.
A rhinophymát köznapi szóhasználatban borvirágos orrként (gin orr, whisky orr), alkoholista orrként vagy krumpliorrként említik.

## Fordítás
Ez a szócikk részben vagy egészben  a   Rhinophyma című angol Wikipédia-szócikk fordításán alapul.  Az eredeti cikk szerkesztőit annak laptörténete sorolja fel. Ez a jelzés csupán a megfogalmazás eredetét és a szerzői jogokat jelzi, nem szolgál a cikkben szereplő információk forrásmegjelöléseként.